# Ruben Östlund
Claes Olle Ruben Östlund (Styrsö, 13 april 1974) is een Zweeds filmregisseur, scenarioschrijver en filmproducent.

## Biografie
Claes Olle Ruben Östlund werd in 1974 geboren in Styrsö, een plaats en eiland in de gemeente Göteborg in het landschap Västergötland en de Zweedse provincie Västra Götalands län. Östlund begon zijn carrière als regisseur van skifilms en dankzij zijn werk aan deze films werd hij geaccepteerd aan de filmschool in Göteborg waar hij in 2001 afstudeerde. Samen met filmproducent Erik Hemmendorff startte hij de filmproductiemaatschappij Platform Produktion die zijn eigen films produceert.
Östlunds eerste speelfilm Gitarrmongot uit 2004 won de FIPRESCI-prijs op het internationaal filmfestival van Moskou. Zijn korte film Händelse vid bank werd in 2010 bekroond met de "Gouden Beer voor beste korte film" op het 60e internationaal filmfestival van Berlijn en in 2011 met de Grand Prix op het kortfilmfestival van Tampere.
De film Turist won de "Prijs van de jury" in de sectie Un certain regard op het filmfestival van Cannes 2014 waarna de film werd geselecteerd als Zweedse inzending voor de 87ste Oscaruitreiking in de categorie "Beste niet-Engelstalige film". De film werd uiteindelijk niet genomineerd. In 2017 ging Östlunds film The Square in première op het filmfestival van Cannes en won de Gouden Palm. Deze film werd eveneens geselecteerd als Zweedse inzending voor de beste niet-Engelstalige film voor de 90ste Oscaruitreiking en haalde de shortlist. In 2022 won Östlund nogmaals de Gouden Palm op het filmfestival van Cannes met Triangle of Sadness.

## Filmografie
- 2022: Triangle of Sadness
- 2017: The Square
- 2014: Turist
- 2011: Play
- 2010: Händelse vid bank (kortfilm)
- 2008: De ofrivilliga
- 2005: Scen nr: 6882 ur mitt liv (kortfilm)
- 2004: Gittarrmongot
- 2002: Familj igen (documentaire)
- 2000: Låt dom andra sköta kärleken (documentaire)

## Prijzen en nominaties
De belangrijkste:
| Jaar | Prijs                                  | Categorie                           | Film                                        | Uitslag  |
| ---- | -------------------------------------- | ----------------------------------- | ------------------------------------------- | -------- |
| 2022 | Filmfestival van Cannes                | Gouden Palm                         | Triangle of Sadness                         | Gewonnen |
| 2017 | Filmfestival van Cannes                | Gouden Palm                         | The Square                                  | Gewonnen |
| 2017 | Europese filmprijzen                   | Beste film                          | The Square                                  | Gewonnen |
| 2017 | Europese filmprijzen                   | Beste regisseur                     | The Square                                  | Gewonnen |
| 2017 | Europese filmprijzen                   | Beste scenario                      | The Square                                  | Gewonnen |
| 2017 | Europese filmprijzen                   | Beste filmkomedie                   | The Square                                  | Gewonnen |
| 2015 | Guldbagge                              | Beste regie                         | Turist                                      | Gewonnen |
| 2015 | Guldbagge                              | Beste script                        | Turist                                      | Gewonnen |
| 2015 | Guldbagge                              | Beste film                          | Turist                                      | Gewonnen |
| 2015 | Guldbagge                              | Beste montage                       | Turist (samen met Jacob Secher Schulsinger) | Gewonnen |
| 2014 | Filmfestival van Cannes                | Prijs van de jury Un certain regard | Turist                                      | Gewonnen |
| 2012 | Guldbagge                              | Beste regie                         | Play                                        | Gewonnen |
| 2005 | Internationaal filmfestival van Moskou | FIPRESCI-prijs                      | Gitarrmongot                                | Gewonnen |